# Кръвен данък
Кръвният данък (девширме) е периодично събиране в Османската империя на християнски момчета, които са използвани в еничарския корпус и на други държавни служби.
Първоначално еничарският корпус се попълва главно от християни, пленени в хода на военните действия при експанзията на Османската империя на Балканите и в Мала Азия. С времето този източник на попълнения става недостатъчен и в края на 14 век, по времето на султан Баязид I Йълдъръм, е въведена практиката за събиране на кръвен данък. Той засяга най-силно балканските страни, където се запазва значително християнско население, но някои области, като Цариград, Галата и Родос, са освободени от този данък.
Според първоначалния замисъл кръвният данък трябва да се събира веднъж на 5 години, но на практика този срок често не се спазва. Всяка година той се събира в различни области, така че годишният набор да бъде приблизително постоянен. В средата на 15 век обичайният брой на събраните деца е 2000 – 2500 годишно. Момчетата се подбират сред здравите, интелигентните, сръчни и красиви деца на възраст 7 – 10 години, но тази възраст невинаги се спазва и, особено в по-късния период, често се събират и по-възрастни деца. Това става причина на много места момчетата да се женят на по-ранна възраст, около 12 години, за да избегнат кръвния данък.
След отнемане момчетата се изпращат в определени за тях центрове в Цариград, Галата и Одрин. Те се обрязват и получават ислямско възпитание. Разделят се на 2 групи – ишоглани и аджемоглани. Първите получават изключително добро образование, като се подготвят за висши държавни постове. Останалите са готвени за еничарския корпус или за обслужващи длъжности в двореца, като междувременно много от тях работят в градините на султана или на други места. След навършване на пълнолетие (20 години) повечето от тях стават еничари.
Кръвният данък се счита от балканските народи за един от най-тежките. Свидетелство са множеството народни песни и предания, разказващи за него. Не са малко и случаите на доброволно предаване на християнски деца от родителите им. Това се прави с оглед на големите перспективи за бъдещето им, свързани с получаване на образование и възможност за израстване в имперската администрация. Често, бедни мюсюлмани предлагат на съседите си християни, да си разменят децата при събиране на този данък със същите мотиви.
Последният документиран случай на набиране на християни по девширме се отнася към 1705 година.